# مظلال

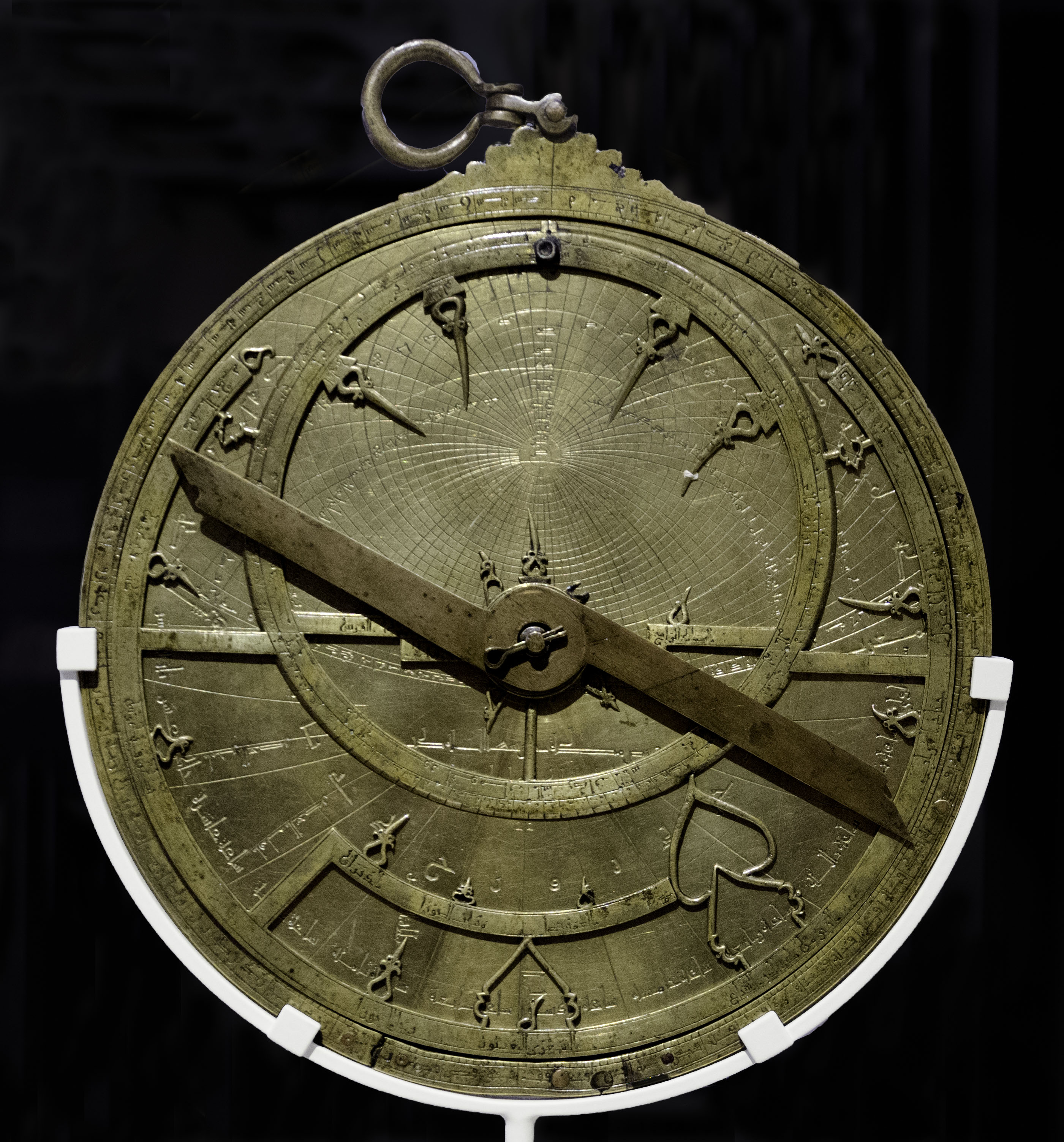
عادةً ما يشتمل الأسطرلاب، مثل الذي في الصورة على صندوق ظل في الخلف.

المظلال أو مقياس الظل (بالإنجليزية: Shadow square أو altitude scale) كانت أداة تُستخدم لتحديد الارتفاع الخطي لجسم ما، بالتزامن مع العضادة، من أجل الملاحظات الزاويّة. اخترعه محمد بن موسى الخوارزمي في بغداد في القرن التاسع. غالبًا ما يُوجد المظلال على الأسطرلاب.

## التسمية
أُطلِق عليه المظلال، وهو أحد أسماء الآلة، اُشتق من الفعل الثلاثي (ظلَّ).

## الاستخدامات
الاستخدام الرئيس للمظلال هو قياس الارتفاع الخطي لجسم ما باستخدام ظلها. يفعل ذلك عن طريق محاكاة النسبة بين كائن - على الأغلب يكون عقربًا - وظله. إذا كان شعاع الشمس بين 0 درجة و45 درجة، يُستخدَم الظلال العكسي (المحور الرأسي)، بين 45 درجة و90 درجة، ويُستخدَم الظلال المستقيم (المحور الأفقي) عندما يكون شعاع الشمس عند 45 درجة، حيث يسقط ظلالها بالضبط على وسط الظل (ص = س). اُستخَدمَت خلال فترة علم الفلك في العصور الوسطى، وخاصةً الإسلامية، لتحديد ارتفاع وتتبع حركة الأجرام الفلكية مثل الشمس عندما لا تتوفر طرق قياس أكثر تقدمًا. لا يزال من الممكن استخدام هذه الأساليب اليوم لتحديد الارتفاع، بالرجوع إلى الأفق، لأي جرم فلكي مرئي.

## العقرب

يعمل العقرب أداةً لإنتاج ظل للقياس.

يُستخدَم العقرب مع صندوق ظل بشكل شائع. العقرب عبارة عن عصا موضوعة عموديًّا في مكان مشمس، بحيث تلقي بظلالها التي يمكن قياسها. من خلال دراسة ظل العقرب، يمكنك معرفة الكثير من المعلومات حول حركة الشمس. اُختُرع العقرب على الأرجح بشكل مستقل من العديد من الحضارات القديمة، ولكن من المعروف أنها استخدمت بصورة ملحوظة في القرن الخامس قبل الميلاد في اليونان. على الأرجح لقياس الانقلابات الشتوية والصيفية. يقول هيرودوت في كتابه التواريخ، المكتوب حوالي 450 قبل الميلاد: «إن الإغريق تعلموا استخدام العقرب من البابليين».

## الأمثلة
- إذا كان ظلك يبلغ طوله 4 أقدام في قدميك، فما هو ارتفاع الشمس؟

يمكن حل هذه المسألة بالمظلال وصندوق الظل. ينقسم صندوق الظل إلى نصفين، نصف يُعايَر بستة وعشرات. نظرًا لأنه الظل يُلقي به جسم الإنسان، فإن الستات أكثر ملاءمة من العشرات. من خلال تحريك العضادة إلى الأربعة (نفس طول ظلك) ثم قراءة المظلال، سترى الشمس على ارتفاع 56.3 درجة.
- يمكن أيضًا استخدام صندوق الظل مع الظلال الطويلة، باستخدام طريقة معدلة قليلًا. لو عدَّلنا المسألة إلى: إذا كان طول ظلك 18 قدمًا، فما ارتفاع الشمس؟

استخدم جانب الستات من صندوق الظل (لأننا نستخدم جسم الإنسان مقياسًا). أطول ظل مُيِّز على صندوق الظل طوله يجب أن يكون ستة أقدام، وهذا يخلق مشكلة في أي وقت يكون الظل أطول من العقرب (أنت في حالتنا هذه) الذي يُلقي به. من خلال إجراء عملية حسابية بسيطة، ومن خلال معرفة طول العقرب إذا ألقى بظل ستة أقدام في نفس الموقف. في هذه الحالة، سيكون طول العقرب قدمين فقط، من أجل إلقاء ظل بطول ستة أقدام. إذا كان الظل أطول من العقرب، فعليك أولًا قلب الأسطرلاب رأسًا على عقب ثم ضبط العضادة على اثنين (قدمين) - وهو ارتفاع مسقط العقرب - ثم قراءة الارتفاع من المظلال. إذا فعلتَ الخطوات بصورة سليمة، فيجب أن تقرأ أن الشمس تبلغ 19 درجة فوق الأفق.